# كوريو (بيمنتة)
كوريو هي بلدية في مدينة تورينو الحضرية في منطقة بيمنتة الإيطالية ، وتقع على بعد حوالي 30 كيلومتر (19 ميل) شمال غرب تورينو .
تقع كوريو على حدود البلديات التالية: لوكانا، سباروني، براتيجليون، فورنو كانافيزي، كواسولو تورينيس، Rocca Canavese، بالانجيرو، Mathi، نول، and غروسو.